# Athanasios Vletsis
Athanasios Vletsis (* 10. November 1956 in Thessaloniki, Griechenland) ist ein orthodoxer Theologe.

## Leben
Nachdem er die Hochschulreife erlangt hatte, studierte Vletsis von 1974 bis 1979 orthodoxe Theologie und altgriechische Philologie (Schwerpunkt Philosophie, Byzantinistik) an der Aristoteles-Universität Thessaloniki. Parallel studierte er Byzantinische Kirchenmusik und war als Kantor an verschiedenen orthodoxen Kirchen tätig. 1978 erwarb er das Diplom der Orthodoxen Theologie der Theologischen Fakultät Thessaloniki.
Von 1980 bis 1984 machte Vletsis ein Aufbaustudium an den Katholischen bzw. Evangelischen Theologischen Fakultäten der Universitäten Wien, Heidelberg und Tübingen. Seine Doktorarbeit schrieb er 1995 an der Universität Thessaloniki bei Professor Nikos Matsoukas über das Thema „Ontologie des Sündenfalls bei Maximus Confessor“.
Neben seinen Studien war er von 1984 bis 1996 als Religionslehrer an verschiedenen Gymnasien in Griechenland und Deutschland (für orthodoxe Schüler) tätig. Danach nahm er von 1996 bis 1998 einen Lehrauftrag für Systematische Theologie (Schwerpunkt Ethik) an der Theologischen Fakultät der Aristoteles-Universität Thessaloniki wahr.
Seit dem 1. Oktober 1999 ist er Professor für Systematische Theologie (Schwerpunkt Dogmatik, Ethik und ökumenische Theologie) an der Ausbildungseinrichtung für Orthodoxe Theologie der Universität München.

## Schwerpunkte
Schwerpunkte sind die Schöpfungstheologie und Anthropologie sowie die Verbindung zwischen Dogmatik und Ethik; Tendenzen und Entwicklungen in der neueren orthodoxen Theologie und der Theologie im Westen; Ökumenische Theologie.

## Mitgliedschaften
- Societas Oecumenica
- Deutscher Ökumenischer Studienausschuss (DÖSTA) der Arbeitsgemeinschaft Christlicher Kirchen (ACK) in Deutschland; Arbeitsgruppe zur „Dekade von Überwindung von Gewalt“ der ACK
- Interkonfessioneller Theologischer Arbeitskreis (ITA)
- Mitherausgeber der Zeitschrift Una Sancta

## Veröffentlichungen (Auswahl)
- Tό προπατορικό ἁμάρτημα στή θεολογία Μαξίμου τοῦ Ὁμολογητοῦ. Ἔρευνα στίς ἀπαρχές μιᾶς ὀντολογίας τῶν κτιστῶν, Κατερίνη 1998, Seiten 300 [Die Ursünde in der Theologie Maximos Confessors. Eine Untersuchung in den Ursprüngen einer Ontologie der Geschaffenen, Katerini 1998].
- Δημιουργία- αναδημιουργία - νέα Δημιουργία. Η θεολογία της Δημιουργίας ως προϋπόθεση μιας χριστοκεντρικής ανθρωπολογίας. Κριτική έρευνα στο ορθόδοξο θεολογικό χώρο, Θεσσαλονίκη 1998, σελ. 152 [Schöpfung – Wiedergeburt- neue Schöpfung. Die Schöpfungstheologie als Voraussetzung einer christozentrischen Anthropologie. Eine kritische Untersuchung in der neueren orthodoxen Theologie, Thessaloniki 1998, Seiten 152, brosch.].
- Mitherausgeber: Dokumente wachsender Übereinstimmung. Sämtliche Berichte und Konsenstexte interkonfessioneller Gespräche auf Weltebene. Band 4. 2001–2010. 2012.